# Canadian Wildlife Service
De Canadian Wildlife Service (CWS) of Service canadien de la faune (SCF) is een afdeling van ministerie van milieu en klimaat van Canada. De organisatie werd op 1 november 1947 opgericht als Dominion Wildlife Service. In 1950 werd de naam veranderd naar Canadian Wildlife Service.
De kerntaak is de bescherming en het beheer van trekvogels en bedreigde diersoorten, en hun leefgebieden, die van nationaal belang zijn.
Het CWS was op 4 maart 1989 in Suriname toen Wia Wia, de Coppenamemonding en Bigi Pan werden opgenomen in het Western Hemisphere Shorebird Reserve Network (WHSRN). Het WHSRN was een idee van Guy Morrison van de CWS.